# Estación de Gregorio Marañón
Gregorio Marañón es una estación de las líneas 7 y 10 del Metro de Madrid situada bajo la plaza del Doctor Marañón, entre los barrios de Ríos Rosas y Almagro (distrito Chamberí), aunque también presta servicio a los barrios de El Viso (distrito Chamartín) y Castellana (distrito Salamanca).
Pese a su denominación, la estación no está situada en las inmediaciones del Hospital Gregorio Marañón, siendo las estaciones de Metro más cercanas a este hospital las de O'Donnell, Ibiza y Sáinz de Baranda.

## Historia
La estación se inauguró en 1998, primero para la línea 10 y unas semanas más tarde para la línea 7. Supuso un gran avance en el mallado de la red de Metro de Madrid primero por ser un nexo entre la antigua línea 8 y la línea 10 y después por conectarla con la línea 7 ampliada hacia el oeste. Es una de las estaciones más utilizada de la red dentro de las que no tienen correspondencias con más de 2 líneas o con Cercanías.
Del 3 al 18 de diciembre de 2022 se efectuaron obras de desamiantado en los andenes de la línea 7 de Avenida de América. Para ello se cerró el tramo Gregorio Marañón - Cartagena, sin verse afectado el servicio en líneas 4, 6 y 9. Durante este período, se puso en marcha un Servicio Especial de autobús sin coste para el viajero y con parada únicamente en el entorno de las estaciones de Avenida de América y Cartagena.

## Accesos
Vestíbulo Gregorio Marañón
- Miguel Ángel C/ Miguel Ángel, 33 (esquina entre C/ José Abascal y Pº Castellana). Para Museo Sorolla y Museo Lázaro Galdiano
- José Abascal C/ José Abascal, 65 (esquina Pº Castellana). Para Museo Ciencias Naturales y CESEDEN
- Ascensor C/ José Abascal, 58

## Líneas y conexiones

### Metro
| << cabecera                                                  | < estación         | línea | estación >      | cabecera >>    |
| ------------------------------------------------------------ | ------------------ | ----- | --------------- | -------------- |
| Hospital del Henares Cambio de tren en Estadio Metropolitano | Avenida de América |       | Alonso Cano     | Pitis          |
| Hospital Infanta Sofía Cambio de tren en Tres Olivos         | Nuevos Ministerios |       | Alonso Martínez | Puerta del Sur |

### Autobuses
| Diurnos   |                              |                                            |
| Línea     | Destino                      | Parada                                     |
| 7         | Manoteras                    | 56 GREGORIO MARAÑÓN (Pza. Dr. Marañón)     |
| 14        | Avenida de Pío XII           | 56 GREGORIO MARAÑÓN (Pza. Dr. Marañón)     |
| 27        | Plaza de Castilla            | 56 GREGORIO MARAÑÓN (Pza. Dr. Marañón)     |
| 40        | Alfonso XIII                 | 56 GREGORIO MARAÑÓN (Pza. Dr. Marañón)     |
| 147       | Barrio del Pilar             | 56 GREGORIO MARAÑÓN (Pza. Dr. Marañón)     |
| 150       | Colonia Virgen del Cortijo   | 56 GREGORIO MARAÑÓN (Pza. Dr. Marañón)     |
| 12        | Plaza de Cristo Rey          | 794 GREGORIO MARAÑÓN (Pº Castellana, 70)   |
| 45        | Avenida de la Reina Victoria | 794 GREGORIO MARAÑÓN (Pº Castellana, 70)   |
| 12        | Paseo del Marqués de Zafra   | 810 GREGORIO MARAÑÓN (C/ José Abascal, 58) |
| 14        | Plaza del Conde de Casal     | 4337 GREGORIO MARAÑÓN (Pza. Dr. Marañón)   |
| 27        | Glorieta de Embajadores      | 4337 GREGORIO MARAÑÓN (Pza. Dr. Marañón)   |
| 45        | Plaza de Legazpi             | 4337 GREGORIO MARAÑÓN (Pza. Dr. Marañón)   |
| 150       | Sol / Sevilla                | 4337 GREGORIO MARAÑÓN (Pza. Dr. Marañón)   |
| 7         | Plaza de Alonso Martínez     | 4742 GREGORIO MARAÑÓN (Pza. Dr. Marañón)   |
| 40        | Tribunal                     | 4742 GREGORIO MARAÑÓN (Pza. Dr. Marañón)   |
| 147       | Plaza del Callao             | 4742 GREGORIO MARAÑÓN (Pza. Dr. Marañón)   |
| Nocturnos |                              |                                            |
| Línea     | Destino                      | Parada                                     |
| N22       | Barrio de La Paz             | 56 GREGORIO MARAÑÓN (Pza. Dr. Marañón)     |
| N24       | Las Tablas                   | 56 GREGORIO MARAÑÓN (Pza. Dr. Marañón)     |
| N22       | Plaza de Cibeles             | 4337 GREGORIO MARAÑÓN (Pza. Dr. Marañón)   |
| N24       | Plaza de Cibeles             | 4337 GREGORIO MARAÑÓN (Pza. Dr. Marañón)   |